# Lingua zaghawa
Lo zaghawa (Endonimo: Beria) è una lingua appartenente alla famiglia linguistica delle lingue sahariane parlata nella regione del Darfur in Sudan e nel Ciad, dai popoli Zaghawa e Awlad Mana. Si stima che i locutori della lingua siano 274.000.

## Dialetti
Il dialetto principale in Sudan è lo Wagi (o Twer), altri sottogruppi etnici sono Kobe, Dor ed Anka che parlano dialetti che differiscono leggermente.
in Ciad i dialetti principali sono Kube e Tuba (o Bideyat).

## Nome
Le genti che parlano la lingua la denominano Beria, da Beri, endonimo degli Zaghawa, ed "a," che in Zaghawa significa 'bocca.'

## Ortografia

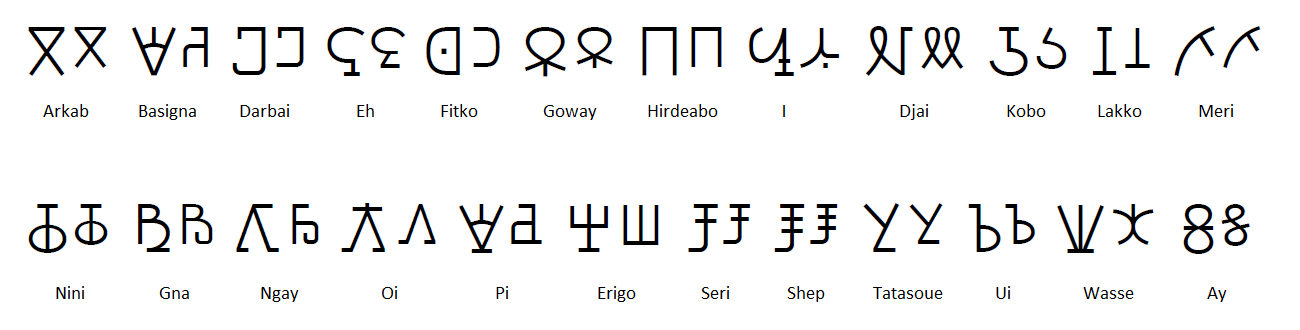
Beria Giray Erfe

Verso il 1950, Adam Tajir, un insegnante Zaghawa, creò un alfabeto per la lingua zaghawa, che si basava sui marchi di identificazione dei vari clan, che venivano impressi a fuoco sul bestiame. Perciò è sovente definito come l'alfabeto dei cammelli. In realtà si basa più sui fonemi della lingua araba che su quelli dello Zaghawa.
Nel 2000, Siddick Adam Issa, un veterinario, preparò una versione modificata dell'alfabeto denominata Beria Giray Erfe (Scrittura Beria a marchi).